# Базис (піцерія)
Піцерія «Базис» — чернігівська мережа піцерій швидкого обслуговування.

## Історія
Рецепт піци був розроблений ще за Радянського Союзу в 1985 році. Ідею виготовляти піци взяли у Тернополі. Перші піци були випечені 13 березня 1985 року. Тоді заклад входив до Управління громадського харчування Чернігівського облвиконкому.
ВАТ «Базис» було засновано 7 червня 1994 року у процесі приватизації «Орендного виробничо-торговельного підприємства громадського харчування». Рішенням загальних зборів акціонерів від 4 квітня 2011 року підприємство було перейменовано в ПАТ «Базис» у зв'язку з приведенням діяльності товариства у відповідність із вимогами Закону України «Про акціонерні товариства». Було випущено 434 904 прості іменні акції на загальну суму 65235 грн. 60 коп.
Перша піца коштувала 40 копійок. Спочатку у меню було лише 5 піц: з вареною ковбасою, з копченою ковбасою, із яловичиною, з рибою і з яйцем.

## Структура
Мережа має 12 піцерій у Чернігові:
1. Піцерія № 1 (на проспекті Миру, 42) була створена на місці кафе «Рассвет» у 1985 році[6];
2. Піцерія № 2 (на вулиці Шевченка, 22) була створена 2004 року із кафе «Пирожковая», котре було викуплено у Фонда комунального майна у вересні 1998 року після оренди[7];
3. Піцерія № 3 (на проспекті Левка Лук'яненка, 42А) була створена в грудні 2006 року[8];
4. Піцерія № 4 (на вулиці Пухова, 142) почала свою роботу у жовтні 2008[9];
5. Піцерія № 5 знаходиться на проспекті Перемоги, 18[10];
6. Піцерія № 6 знаходиться в розважальному комплексі «Базис» з боулінг-клубом на вулиці Незалежності, 12а[11];
7. Піцерія № 7  знаходиться в ТРЦ «Hollywood» (77-ї Гвардійської Дивізії, 1В);
8. Піцерія № 8 (на проспекті Миру, 18) почала свою роботу у вересні 2022 року;
9. Піцерія № 9 (на проспекті Миру, 194) почала свою роботу у серпні 2023 року;
10. Піцерія № 10 (на вулиці Любецька, 42) була створена на місці кафе "Бульвар" у квітні 2024 року;
11. Піцерія № 11 (на вулиці Шевченка, 114а) почала свою роботу у лютому 2024 року;
12. Піцерія № 12 (на вулиці Незалежності, 25) почала свою роботу у липні 2024року.

## Статистика
- З початку відкриття і до 2012 року лише одна піцерія в центрі Чернігова виготовила 25 млн піц[5];
- За добу в мережі піцерій «Базис» продається від 4 до 6 тисяч піц[5];
- Найбільша виручка в мережі — 1 вересня, оскільки основні відвідувачі мають вік від 12 до 35 років[5].